# Taikan yohō
Taikan yohō (体感予報?, lett. "Previsioni delle sensazioni corporee", noto anche con il titolo internazionale My Personal Weatherman) è un dorama giapponese tratto dall'omonimo manga di Nikke Taino, serializzato sul sito web Comic CMoa a partire dal 21 novembre 2020.
La serie televisiva live action è stata trasmessa dall'11 agosto 2023 al 13 ottobre 2023 sul blocco di programmazione di MBS Drama Shower.

## Trama
Timido e introverso, Yō è un artista di ero-manga in difficoltà che vive con il suo compagno del college, Mizuki Segasaki, un popolare meteorologo del programma televisivo meteorologico Everyday Weather. A causa della convivenza, Yō conosce la vera natura di Segasaki, che nulla ha a che fare con la persona gentile e amichevole che mostra in televisione. Il ragazzo crede infatti che il loro rapporto sia simile a un "contratto di schiavitù", dove il padrone di casa accetta di fornirgli vitto e alloggio in cambio di lavori domestici e favori sessuali. Questo porta Yō a sentirsi confuso ogni volta che Segasaki lo stuzzica e flirta con lui. Segasaki, d'altra parte, ha sempre amato Yō e pazientemente attende che egli ricambi i suoi sentimenti.

## Personaggi

### Principali
- Yō Tanada, interpretato da Atsuki Mashiko
Yō è un artista di manga timido e in difficoltà che disegna principalmente nel genere ero-manga; il suo pseudonimo è Dayo. È preoccupato per le recensioni negative che il suo manga ha ricevuto. Guarda sempre le previsioni del tempo di Segasaki.[2]
- Mizuki Segasaki, interpretato da Higuchi Kōhei
Segasaki è un affascinante e popolare meteorologo protagonista del programma televisivo meteorologico Everyday Weather. Era un senpai di Yō al college e, nonostante mostri una personalità accattivante in pubblico, ha un animo egoista.[2]

### Secondari
- Man, interpretata da Sayuri Matsumura
Conosciuta con lo pseudonimo di Manjū, Man è un'otaku e una disegnatrice di dōjinshi. È la migliore amica di Yō, ha una personalità positiva ed è una grande fan di Segasaki. Nell'adattamento televisivo del manga, il suo nome completo è Kanami Matsudaira.[3]
- Atsuya, interpretato da Atomu Mizuishi
È il marito di Man ed è un fumettista di professione. Nell'adattamento televisivo del manga, il suo nome completo è Atsuya Matsudaira.[3]

## Colonna sonora
La colonna sonora è composta da una canzone di apertura e una di chiusura.
1. Gang Parade – Träumerei – 3:35 (testo: Ca Non – musica: Kotonohouse)
2. Absolute Area – Nostalgia – 4:04 (testo: Ryōya Yamaguchi e Ayaka Yahagi – musica: Ryōya Yamaguchi)

## Episodi
| Nº | Titolo originale        | Messa in onda     |
| -- | ----------------------- | ----------------- |
| 1  | 「第1話」– Dai-ichi-wa  | 11 agosto 2023    |
| 2  | 「第2話」– Dai-ni-wa    | 18 agosto 2023    |
| 3  | 「第3話」– Dai-san-wa   | 1º settembre 2023 |
| 4  | 「第4話」– Dai-yon-wa   | 8 settembre 2023  |
| 5  | 「第5話」– Dai-go-wa    | 15 settembre 2023 |
| 6  | 「第6話」– Dai-roku-wa  | 29 settembre 2023 |
| 7  | 「第7話」– Dai-nana-wa  | 6 ottobre 2023    |
| 8  | 「第8話」– Dai-hachi-wa | 13 ottobre 2023   |

## Accoglienza
La serie è stata elogiata dalla rivista di informazione televisiva giapponese The Television, che è rimasta colpita dalla chimica emotiva tra i due protagonisti. È stata per diversi mesi la serie più vista su GagaOOLala, superata in seguito solo dalla serie thailandese Playboyy.

## Riconoscimenti
GagaOOLala Awards
- 2023 – Miglior Serie BL (Giappone)
- 2023 – Candidatura alla Miglior Scena NC
- 2023 – Candidatura alla Miglior Chimica
- 2023 – Candidatura al Miglior Bacio